# Villamuera de la Cueza
Villamuera de la Cueza è un comune spagnolo di 63 abitanti situato nella comunità autonoma di Castiglia e León.  

## Storia
Il nome della località sembra derivare dal sostantivo latino villa con senso di fattoria, tenuta di campagna, più il nome latino anche arabizzato Muria o Maura di persone arrivate assieme a Fernando I nell'XI secolo e che hanno ripopolato l'area, che quindi verrebbe a significare il luogo della villetta o fattoria del ripopolatore Muria. Mentre Cueza, è un dettaglio annesso al nome della città probabilmente aggiunto nel XIX Secolo con il significato di una valle, bacino o qualcosa di simile. 

## Evoluzione demografica
| 1900 | 1910 | 1920 | 1930 | 1940 | 1950 | 1960 | 1970 | 1981 | 2014 |
| ---- | ---- | ---- | ---- | ---- | ---- | ---- | ---- | ---- | ---- |
| 284  | 284  | 217  | 244  | 290  | 287  | 307  | 190  | 80   | 47   |